# HTTP
HTTP (англ. Hypertext Transfer Protocol — «протокол передачи гипертекста») — сетевой протокол прикладного уровня, который изначально предназначался для получения с серверов гипертекстовых документов в формате HTML, а с течением времени стал универсальным средством взаимодействия между узлами как Всемирной паутины, так и изолированных веб-инфраструктур.
Определение по основным документациям: HTTP — протокол уровня приложений для распределённых, объединённых, гипермедийных информационных систем, используемый в глобальной информационной инициативе Всемирной паутины с 1990 года.

## Основные свойства
Основой HTTP является технология «клиент-сервер», то есть предполагается существование:
- потребителей (клиентов), которые инициируют соединение и посылают запрос;
- поставщиков (серверов), которые ожидают соединения для получения запроса, производят необходимые действия и возвращают обратно сообщение с результатом.

HTTP в настоящее время повсеместно используется во Всемирной паутине для получения информации с веб-сайтов. В 2006 году в Северной Америке доля HTTP-трафика превысила долю P2P-сетей и составила 46 %, из которых почти половина — это передача потокового видео и звука.
HTTP используется также в качестве «транспорта» для других протоколов прикладного уровня, таких как SOAP, XML-RPC, WebDAV.
Основным объектом манипуляции в HTTP является ресурс, на который указывает URI (Uniform Resource Identifier) в запросе клиента. Обычно такими ресурсами являются хранящиеся на сервере файлы, но ими могут быть логические объекты или что-то абстрактное. Особенностью протокола HTTP является возможность указать в запросе и ответе способ представления одного и того же ресурса по различным параметрам: формату, кодировке, языку и т. д. (в частности, для этого используется HTTP-заголовок). Именно благодаря возможности указания способа кодирования сообщения клиент и сервер могут обмениваться двоичными данными, хотя данный протокол является текстовым.
HTTP — протокол прикладного уровня; аналогичными ему являются FTP и SMTP. Обмен сообщениями идёт по обыкновенной схеме «запрос-ответ». Для идентификации ресурсов HTTP использует глобальные URI. В отличие от многих других протоколов, HTTP не сохраняет своего состояния. Это означает отсутствие сохранения промежуточного состояния между парами «запрос-ответ». Компоненты, использующие HTTP, могут самостоятельно осуществлять сохранение информации о состоянии, связанной с последними запросами и ответами (например, «куки» на стороне клиента, «сессии» на стороне сервера). Браузер, посылающий запросы, может отслеживать задержки ответов. Сервер может хранить IP-адреса и заголовки запросов последних клиентов. Однако сам протокол не осведомлён о предыдущих запросах и ответах, в нём не предусмотрена внутренняя поддержка состояния, к нему не предъявляются такие требования.
Большинство протоколов предусматривает установление TCP-сессии, в ходе которой один раз происходит авторизация, и дальнейшие действия выполняются в контексте этой авторизации. HTTP же устанавливает отдельную TCP-сессию на каждый запрос; в более поздних версиях HTTP было разрешено делать несколько запросов в ходе одной TCP-сессии, но браузеры обычно запрашивают только страницу и включённые в неё объекты (картинки, каскадные стили и т. п.), а затем сразу разрывают TCP-сессию. Для поддержки авторизованного (неанонимного) доступа в HTTP используются cookies; причём такой способ авторизации позволяет сохранить сессию даже после перезагрузки клиента и сервера.
При доступе к данным по FTP или по файловым протоколам тип файла (точнее, тип содержащихся в нём данных) определяется по расширению имени файла, что не всегда удобно. HTTP перед тем, как передать сами данные, передаёт заголовок «Content-Type: тип/подтип», позволяющий клиенту однозначно определить, каким образом обрабатывать присланные данные. Это особенно важно при работе с CGI-скриптами, когда расширение имени файла указывает не на тип присылаемых клиенту данных, а на необходимость запуска данного файла на сервере и отправки клиенту результатов работы программы, записанной в этом файле (при этом один и тот же файл в зависимости от аргументов запроса и своих собственных соображений может порождать ответы разных типов — в простейшем случае картинки в разных форматах).
Кроме того, HTTP позволяет клиенту прислать на сервер параметры, которые будут переданы запускаемому CGI-скрипту. Для этого же в HTML были введены формы.
Перечисленные особенности HTTP позволили создавать поисковые машины (первой из которых стала AltaVista, созданная фирмой DEC), форумы и Internet-магазины. Это коммерциализировало Интернет, появились компании, основным полем деятельности которых стало предоставление доступа в Интернет (провайдеры) и создание сайтов.

## Программное обеспечение
Всё программное обеспечение для работы с протоколом HTTP разделяется на три большие категории:
- Серверы как основные поставщики услуг хранения и обработки информации (обработка запросов);
- Клиенты — конечные потребители услуг сервера (отправка запроса);
- Прокси (посредники) для выполнения транспортных служб.

Для отличия конечных серверов от прокси в официальной документации используется термин «исходный сервер» (англ. origin server). Один и тот же программный продукт может одновременно выполнять функции клиента, сервера или посредника в зависимости от поставленных задач. В спецификациях протокола HTTP подробно описывается поведение для каждой из этих ролей.

### Клиенты
Первоначально протокол HTTP разрабатывался для доступа к гипертекстовым документам Всемирной паутины. Поэтому основными реализациями клиентов являются браузеры (агенты пользователя). Для просмотра сохранённого содержимого сайтов на компьютере без соединения с Интернетом были придуманы офлайн-браузеры. При нестабильном соединении для загрузки больших файлов используются менеджеры закачек; они позволяют в любое время докачать указанные файлы после потери соединения с веб-сервером. Некоторые виртуальные атласы (такие как Google Планета Земля и NASA World Wind) тоже используют HTTP.
Нередко протокол HTTP используется программами для скачивания обновлений.
Целый комплекс программ-роботов используется в поисковых системах Интернета. Среди них веб-пауки (краулеры), которые производят проход по гиперссылкам, составляют базу данных ресурсов серверов и сохраняют их содержимое для дальнейшего анализа.

### Исходные серверы
Основные реализации: Apache, Internet Information Services (IIS), nginx, LiteSpeed Web Server (LSWS), Google Web Server, lighttpd.

### Прокси-серверы
Основные реализации: Squid, UserGate, Multiproxy, Naviscope, nginx.

## Структура HTTP-сообщения
Каждое HTTP-сообщение состоит из трёх частей, которые передаются в указанном порядке:
1. Первая строка HTTP-сообщения определяет тип сообщения и называется:

- англ. Request Line — «Строка запроса» — в запросах клиента
- англ. Status Line — «Строка статуса» — в ответах сервера

```
   
В русскоязычной литературе иногда используют неофициальный термин «Стартовая строка» для обобщения этих понятий, но в спецификациях RFC он отсутствует.
```

1. Заголовки (англ. Headers) — характеризуют тело сообщения, параметры передачи и прочие сведения.
2. Тело сообщения (англ. Message Body) — непосредственно данные сообщения. Обязательно должно отделяться от заголовков пустой строкой.

Тело сообщения может отсутствовать, но стартовая строка и заголовок являются обязательными элементами. Исключением является версия 0.9 протокола, у которой сообщение запроса содержит только стартовую строку, а сообщения ответа — только тело сообщения.
Для версии протокола 1.1 сообщение запроса обязательно должно содержать заголовок Host.

### Стартовая строка
Стартовые строки различаются для запроса и ответа. Строка запроса выглядит так:
Метод URI — для версии протокола 0.9;
Метод URI HTTP/Версия — для остальных версий.
Здесь:
- Метод (англ. Method) — тип запроса, одно слово заглавными буквами. В версии HTTP 0.9 использовался только метод GET, список методов для версии 1.1 представлен ниже.
- URI определяет путь к запрашиваемому документу.
- Версия (англ. Version) — пара разделённых точкой цифр. Например: 1.0.

Чтобы запросить страницу данной статьи, клиент должен передать:
```
GET /wiki/HTTP HTTP/1.1   ← Request Line (обязательна)

Host: ru.wikipedia.org    ← Заголовок

<пустая строка>           ← Конец заголовков

```

Строка статуса ответа сервера (англ. Status Line) имеет следующий формат: HTTP/Версия КодСостояния Пояснение, где:
- версия — пара разделённых точкой цифр, как в запросе;
- код состояния (англ. Status Code) — три цифры. По коду состояния определяется дальнейшее содержимое сообщения и поведение клиента;
- пояснение (англ. Reason Phrase) — текстовое короткое пояснение к коду ответа для пользователя. Никак не влияет на сообщение и является необязательным.

Например, стартовая строка статуса ответа сервера на предыдущий запрос может выглядеть так:
```
HTTP/1.0 200 OK
```

### Методы
Метод HTTP (англ. HTTP Method) — последовательность из любых символов, кроме управляющих и разделителей, указывающая на основную операцию над ресурсом. Обычно метод представляет собой короткое английское слово, записанное заглавными буквами. Обратите внимание, что название метода чувствительно к регистру.
Сервер может использовать любые методы, не существует обязательных методов для сервера или клиента. Если сервер не распознал указанный клиентом метод, то он должен вернуть статус 501 (Not Implemented). Если серверу метод известен, но он неприменим к конкретному ресурсу, то возвращается сообщение с кодом 405 (Method Not Allowed). В обоих случаях серверу следует включить в сообщение ответа заголовок Allow со списком поддерживаемых методов.
Кроме методов GET и HEAD, часто применяется метод POST.

#### OPTIONS
Используется для определения возможностей веб-сервера или параметров соединения для конкретного ресурса. В ответ серверу следует включить заголовок Allow со списком поддерживаемых методов. Также в заголовке ответа может включаться информация о поддерживаемых расширениях.
Предполагается, что запрос клиента может содержать тело сообщения для указания интересующих его сведений. Формат тела и порядок работы с ним в настоящий момент не определён; сервер пока должен его игнорировать. Аналогичная ситуация и с телом в ответе сервера.
Для того, чтобы узнать возможности всего сервера, клиент должен указать в URI звёздочку — «*». Запросы «OPTIONS * HTTP/1.1» могут также применяться для проверки работоспособности сервера (аналогично «пингованию») и тестирования на предмет поддержки сервером протокола HTTP версии 1.1.
Результат выполнения этого метода не кэшируется.

#### GET
Используется для запроса содержимого указанного ресурса. С помощью метода GET можно также начать какой-либо процесс. В этом случае в тело ответного сообщения следует включить информацию о ходе выполнения процесса.
Клиент может передавать параметры выполнения запроса в URI целевого ресурса после символа «?»:
GET /path/resource?param1=value1&param2=value2 HTTP/1.1
Согласно стандарту HTTP, запросы типа GET считаются идемпотентными
Кроме обычного метода GET, различают ещё
- Условный GET — содержит заголовки If-Modified-Since, If-Match, If-Range и подобные;
- Частичный GET — содержит в запросе Range.

Порядок выполнения подобных запросов определён стандартами отдельно.

#### HEAD
Аналогичен методу GET, за исключением того, что в ответе сервера отсутствует тело. Запрос HEAD обычно применяется для извлечения метаданных, проверки наличия ресурса (валидация URL) и чтобы узнать, не изменился ли он с момента последнего обращения.
Заголовки ответа могут кэшироваться. При несовпадении метаданных ресурса с соответствующей информацией в кэше — копия ресурса помечается как устаревшая.

#### POST
Применяется для передачи пользовательских данных заданному ресурсу. Например, в блогах посетители обычно могут вводить свои комментарии к записям в HTML-форму, после чего они передаются серверу методом POST и он помещает их на страницу. При этом передаваемые данные (в примере с блогами — текст комментария) включаются в тело запроса. Аналогично с помощью метода POST обычно загружаются файлы на сервер.
В отличие от метода GET, метод POST не считается идемпотентным, то есть многократное повторение одних и тех же запросов POST может возвращать разные результаты (например, после каждой отправки комментария будет появляться очередная копия этого комментария).
При результате выполнения 200 (Ok) в тело ответа следует включить сообщение об итоге выполнения запроса. Если был создан ресурс, то серверу следует вернуть ответ 201 (Created) с указанием URI нового ресурса в заголовке Location.
Сообщение ответа сервера на выполнение метода POST не кэшируется.

#### PUT
Применяется для загрузки содержимого запроса на указанный в запросе URI. Если по заданному URI не существует ресурса, то сервер создаёт его и возвращает статус 201 (Created). Если же ресурс был изменён, то сервер возвращает 200 (Ok) или 204 (No Content). Сервер не должен игнорировать некорректные заголовки Content-*, передаваемые клиентом вместе с сообщением. Если какой-то из этих заголовков не может быть распознан или недопустим при текущих условиях, то необходимо вернуть код ошибки 501 (Not Implemented).
Фундаментальное различие методов POST и PUT заключается в понимании предназначений URI ресурсов. Метод POST предполагает, что по указанному URI будет производиться обработка передаваемого клиентом содержимого. Используя PUT, клиент предполагает, что загружаемое содержимое соответствует находящемуся по данному URI ресурсу.
Сообщения ответов сервера на метод PUT не кэшируются.

#### PATCH
Аналогично PUT, но применяется только к фрагменту ресурса.

#### DELETE
Удаляет указанный ресурс.

#### TRACE
Возвращает полученный запрос так, что клиент может увидеть, какую информацию промежуточные серверы добавляют или изменяют в запросе.

#### CONNECT
Преобразует соединение запроса в прозрачный TCP/IP-туннель, обычно чтобы содействовать установлению защищённого SSL-соединения через нешифрованный прокси.

### Коды состояния
Код состояния является частью первой строки ответа сервера. Он представляет собой целое число из трёх цифр. Первая цифра указывает на класс состояния. За кодом ответа обычно следует отделённая пробелом поясняющая фраза на английском языке, которая разъясняет человеку причину именно такого ответа. Примеры:
```
201 Webpage Created
403 Access allowed only for registered users
507 Insufficient Storage
```

Клиент узнаёт по коду ответа о результатах его запроса и определяет, какие действия ему предпринимать дальше. Набор кодов состояния является стандартом, и они описаны в соответствующих документах RFC. Введение новых кодов должно производиться только после согласования с IETF. Клиент может не знать все коды состояния, но он обязан отреагировать в соответствии с классом кода.
В настоящее время выделено пять классов кодов состояния
| Код | Класс                                | Назначение |
| --- | ------------------------------------ | --- |
| 1xx | Информационный (англ. informational) | Информирование о процессе передачи. В HTTP/1.0 — сообщения с такими кодами должны игнорироваться. В HTTP/1.1 — клиент должен быть готов принять этот класс сообщений как обычный ответ, но ничего отправлять серверу не нужно. Сами сообщения от сервера содержат только стартовую строку ответа и, возможно, несколько полей заголовка. Прокси-серверы подобные сообщения должны отправлять дальше от сервера к клиенту. |
| 2xx | Успех (англ. Success)                | Информирование о случаях успешного принятия и обработки запроса клиента. В зависимости от статуса, сервер может ещё передать заголовки и тело сообщения. |
| 3xx | Перенаправление (англ. Redirection)  | Сообщает клиенту, что для успешного выполнения операции необходимо сделать другой запрос (как правило по другому URI). Из данного класса пять кодов 301, 302, 303, 305 и 307 относятся непосредственно к перенаправлениям (редирект). Адрес, по которому клиенту следует произвести запрос, сервер указывает в заголовке Location. При этом допускается использование фрагментов в целевом URI.                           |
| 4xx | Ошибка клиента (англ. Client Error)  | Запрос клиента содержит ошибку. При использовании всех методов, кроме HEAD, сервер должен вернуть в теле сообщения гипертекстовое пояснение для пользователя. |
| 5xx | Ошибка сервера (англ. Server Error)  | Операция не выполнена по вине сервера. Для всех ситуаций, кроме использования метода HEAD, сервер должен включать в тело сообщения объяснение, которое клиент отобразит пользователю. |

### Заголовки
Заголовки HTTP (англ. HTTP Headers) — это строки в HTTP-сообщении, содержащие разделённую двоеточием пару параметр-значение. Формат заголовков соответствует общему формату заголовков текстовых сетевых сообщений ARPA (см. RFC 822). Заголовки должны отделяться от тела сообщения хотя бы одной пустой строкой.
Примеры заголовков:
```
Server: Apache/2.2.11 (Win32) PHP/5.3.0
Last-Modified: Sat, 16 Jan 2010 21:16:42 GMT
Content-Type: text/plain; charset=windows-1251
Content-Language: ru
```

В примере выше каждая строка представляет собой один заголовок. При этом то, что находится до двоеточия, называется именем (англ. name), а что после него — значением (англ. value).
Все заголовки разделяются на четыре основных группы:
1. General Headers («Общие заголовки») — могут включаться в любое сообщение клиента и сервера.
2. Request Headers («Заголовки запроса») — используются только в запросах клиента.
3. Response Headers («Заголовки ответа») — только для ответов от сервера.
4. Entity Headers («Заголовки сущности») — сопровождают каждую сущность сообщения.

Именно в таком порядке рекомендуется посылать заголовки получателю.
Все необходимые для функционирования HTTP заголовки описаны в основных RFC. Если не хватает существующих, то можно вводить свои. Традиционно к именам таких дополнительных заголовков добавляют префикс «X-» для избежания конфликта имён с возможно существующими. Например, как в заголовках X-Powered-By или X-Cache. Некоторые разработчики используют свои индивидуальные префиксы. Примерами таких заголовков могут служить Ms-Echo-Request и Ms-Echo-Reply, введённые корпорацией Microsoft для расширения WebDAV.

### Тело сообщения
Тело HTTP-сообщения (message-body), если оно присутствует, используется для передачи тела объекта, связанного с запросом или ответом. Тело сообщения отличается от тела объекта (entity-body) только в том случае, когда применяется кодирование передачи, что указывается полем заголовка Transfer-Encoding.
```
message-body = entity-body
| <entity-body закодировано согласно
Transfer-Encoding>
```

Поле Transfer-Encoding должно использоваться для указания любого кодирования передачи, применённого приложением в целях гарантирования безопасной и правильной передачи сообщения. Поле Transfer-Encoding — это свойство сообщения, а не объекта, и, таким образом, может быть добавлено или удалено любым приложением в цепочке запросов/ответов.
Правила, устанавливающие допустимость тела сообщения в сообщении, отличны для запросов и ответов.
Присутствие тела сообщения в запросе отмечается добавлением к заголовкам запроса поля заголовка Content-Length или Transfer-Encoding. Тело сообщения может быть добавлено в запрос, только когда метод запроса допускает тело объекта.
Включается или не включается тело сообщения в сообщение ответа — зависит как от метода запроса, так и от кода состояния ответа. Все ответы на запрос с методом HEAD не должны включать тело сообщения, даже если присутствуют поля заголовка объекта (entity-header), заставляющие поверить в присутствие объекта. Никакие ответы с кодами состояния 1xx (Информационные), 204 (Нет содержимого, No Content), и 304 (Не модифицирован, Not Modified) не должны содержать тела сообщения. Все другие ответы содержат тело сообщения, даже если оно имеет нулевую длину.

## Примеры диалогов HTTP
Запрос клиента:
```
GET
 /wiki/
страница
 HTTP/1.1
Host: ru.wikipedia.org
User-Agent: Mozilla/5.0 (X11; U; Linux i686; ru; rv:1.9b5) Gecko/2008050509 Firefox/3.0b5
Accept: text/html
Connection: close

(пустая строка)
```

Ответ сервера:
```
HTTP/1.1 200 OK
Date: Wed, 11 Feb 2009 11:20:59 GMT
Server: Apache
X-Powered-By: PHP/5.2.4-2ubuntu5wm1
Last-Modified: Wed, 11 Feb 2009 11:20:59 GMT
Content-Language: ru
Content-Type: text/html; charset=utf-8
Content-Length: 1234
Connection: close

(пустая строка)

(запрошенная страница в 
HTML
)
```

Аналогично выглядит ответ 203. Что существенно — непосредственно запрашиваемые данные отделены от HTTP-заголовков с помощью CR, LF, CR, LF.
Предположим, что у вымышленной компании «Example Corp.» есть основной сайт по адресу «http://example.com» и домен-псевдоним «example.org». Клиент посылает запрос страницы «О компании» на вторичный домен (часть заголовков опущена):
```
GET
 /about.html HTTP/1.1
Host: example.org
User-Agent: MyLonelyBrowser/5.0
```

Так как домен «example.org» не является основным и компания не собирается в будущем его использовать в других целях, их сервер вернёт код для постоянного перенаправления, указав в заголовке Location целевой URL:
```
HTTP/1.x 
301 Moved Permanently

Location: http://example.com/about.html#contacts
Date: Thu, 19 Feb 2009 11:08:01 GMT
Server: Apache/2.2.4
Content-Type: text/html; charset=windows-1251
Content-Length: 110

(пустая строка)

<html><body><a href="http://example.com/about.html#contacts">Click here</a></body></html>
```

В заголовке Location можно указывать фрагменты как в данном примере. Браузер не указал фрагмент в запросе, так как его интересует весь документ. Но он автоматически прокрутит страницу до фрагмента «contacts», как только загрузит её. В тело ответа также был помещён короткий HTML-документ со ссылкой, с помощью которой посетитель попадёт на целевую страницу, если браузер не перейдёт на неё автоматически. Заголовок Content-Type содержит характеристики именно этого HTML-пояснения, а не документа, который находится по целевому URI.
Допустим, эта же компания «Example Corp.» имеет несколько региональных представительств по всему миру. И для каждого представительства у них есть сайт с соответствующим ccTLD. Запрос главной страницы основного сайта «example.com» может выглядеть так:
```
GET
 / HTTP/1.1
Host: example.com
User-Agent: MyLonelyBrowser/5.0
Accept: text/html,application/xhtml+xml,application/xml;q=0.9,*/*;q=0.8
Accept-Language: ru,en-us;q=0.7,en;q=0.3
Accept-Charset: windows-1251,utf-8;q=0.7,*;q=0.7
```

Сервер принял во внимание заголовок Accept-Language и сформировал ответ со временным перенаправлением на российский сервер «example.ru», указав его адрес в заголовке Location:
```
HTTP/1.x 
302 Found

Location: http://example.ru/
Cache-Control: private
Date: Thu, 19 Feb 2009 11:08:01 GMT
Server: Apache/2.2.6
Content-Type: text/html; charset=windows-1251
Content-Length: 82

(пустая строка)

<html><body><a href="http://example.ru">Example Corp.</a></body></html>
```

Обратите внимание на заголовок Cache-Control: значение «private» сообщает остальным серверам (в первую очередь прокси) что ответ может кэшироваться только на стороне клиента. В противном случае не исключено, что следующие посетители из других стран будут переходить всё время не в своё представительство.
Для перенаправления также используются коды ответа 303 (See Other) и 307 (Temporary Redirect).
Допустим, вымышленная организация предлагает скачать с сайта видео прошедшей конференции по адресу: «http://example.org/conf-2009.avi» — объёмом примерно 160 МБ. Рассмотрим, как происходит докачивание этого файла в случае сбоя и как менеджер закачек организовал бы многопоточную загрузку нескольких фрагментов.
В обоих случаях клиенты произведут свой первый запрос наподобие этого:
```
GET /conf-2009.avi HTTP/1.0
Host: example.org
Accept: */*
User-Agent: Mozilla/4.0 (compatible; MSIE 5.0; Windows 98)
Referer: http://example.org/
```

Заголовок Referer указывает, что файл был запрошен с главной страницы сайта. Менеджеры закачек обычно тоже его указывают, чтобы эмулировать переход со страницы сайта. Без него сервер может ответить 403 (Access Forbidden), если не допускаются запросы с других сайтов. В нашем случае сервер вернул успешный ответ:
```
HTTP/1.1 
200 OK

Date: Thu, 19 Feb 2009 12:27:04 GMT
Server: Apache/2.2.3
Last-Modified: Wed, 18 Jun 2003 16:05:58 GMT
ETag: "56d-9989200-1132c580"
Content-Type: video/x-msvideo
Content-Length: 160993792
Accept-Ranges: bytes
Connection: close

(пустая строка)

(двоичное содержимое всего файла)
```

Заголовок Accept-Ranges информирует клиента о том, что он может запрашивать у сервера фрагменты, указывая их смещения от начала файла в байтах. Если этот заголовок отсутствует, то клиент может предупредить пользователя, что докачать файл, скорее всего, не удастся.
Исходя из значения заголовка Content-Length, менеджер закачек поделит весь объём на равные фрагменты и запросит их по отдельности, организовав несколько потоков. Если сервер не укажет размер, то клиенту параллельное скачивание реализовать не удастся, но при этом он сможет докачивать файл, пока сервер не ответит 416 (Requested Range Not Satisfiable).
Допустим, на 84-м мегабайте соединение с Интернетом прервалось и процесс загрузки приостановился. Когда соединение с Интернетом было восстановлено, менеджер закачек автоматически послал новый запрос на сервер, но с указанием выдать содержимое с 84-го мегабайта:
```
GET /conf-2009.avi HTTP/1.0
Host: example.org
Accept: */*
User-Agent: Mozilla/4.0 (compatible; MSIE 5.0; Windows 98)
Range: bytes=88080384-
Referer: http://example.org/
```

Сервер не обязан помнить, какие и от кого запросы были до этого, и поэтому клиент снова вставил заголовок Referer, как будто это его самый первый запрос. Указанное значение заголовка Range говорит серверу: «Выдай содержимое от 88080384-го байта до самого конца». В связи с этим сервер вернёт ответ:
```
HTTP/1.1 
206 Partial Content

Date: Thu, 19 Feb 2009 12:27:08 GMT
Server: Apache/2.2.3
Last-Modified: Wed, 18 Jun 2003 16:05:58 GMT
ETag: "56d-9989200-1132c580"
Accept-Ranges: bytes
Content-Range: bytes 88080384-160993791/160993792
Content-Length: 72913408
Connection: close
Content-Type: video/x-msvideo

(пустая строка)

(двоичное содержимое от 84-го мегабайта)
```

Заголовок Accept-Ranges здесь уже не обязателен, так как клиент уже знает об этой возможности сервера. О том, что передаётся фрагмент, клиент узнаёт по коду 206 (Partial Content). В заголовке Content-Range содержится информация о данном фрагменте: номера начального и конечного байта, а после слэша — суммарный объём всего файла в байтах. Обратите внимание на заголовок Content-Length — в нём указывается размер тела сообщения, то есть передаваемого фрагмента. Если сервер вернёт несколько фрагментов, то Content-Length будет содержать их суммарный объём.
Теперь вернёмся к менеджеру закачек. Зная суммарный объём файла «conf-2009.avi», программа поделила его на 10 равных секций.
Начальную менеджер загрузит при самом первом запросе, прервав соединение как только дойдёт до начала второго. Остальные он запросит отдельно. Например, 4-я секция будет запрошена со следующими заголовками (часть заголовков опущена — см. полный пример выше):
```
GET /conf-2009.avi HTTP/1.0
Range: bytes=64397516-80496894
```

Ответ сервера в этом случае будет следующим (часть заголовков опущена — см. полный пример выше):
```
HTTP/1.1 
206 Partial Content

Accept-Ranges: bytes
Content-Range: bytes 64397516-80496894/160993792
Content-Length: 16099379

(пустая строка)

(двоичное содержимое 4-й части)
```

Если подобный запрос отправить серверу, который не поддерживает фрагменты, то он вернёт стандартный ответ 200 (OK) как было показано в самом начале, но без заголовка Accept-Ranges.
См. также частичные GET, байтовые диапазоны, ответ 206, ответ 416.

## Основные механизмы протокола

### Частичные GET
HTTP позволяет запросить не сразу всё содержимое ресурса, а только указанный фрагмент. Такие запросы называются частичные GET; возможность их выполнения необязательна (но желательна) для серверов. Частичные GET в основном используются для докачки файлов и быстрого параллельного скачивания в нескольких потоках. Некоторые программы скачивают заголовок архива, выводят пользователю внутреннюю структуру, а потом уже запрашивают фрагменты с указанными элементами архива.
Для получения фрагмента клиент посылает серверу запрос с заголовком Range, указывая в нём необходимые байтовые диапазоны. Если сервер не понимает частичные запросы (игнорирует заголовок Range), то он вернёт всё содержимое со статусом 200, как и при обычном GET. В случае успешного выполнения сервер возвращает вместо кода 200 ответ со статусом 206 (Partial Content), включая в ответ заголовок Content-Range. Сами фрагменты могут быть переданы двумя способами:
- в ответе помещается заголовок Content-Range с указанием байтовых диапазонов. В соответствии с ними фрагменты последовательно помещаются в основное тело. При этом Content-Length должен соответствовать суммарному объёму всего тела;
- сервер указывает медиатип multipart/byteranges для основного содержимого и передаёт фрагменты, указывая соответствующий Content-Range для каждого элемента (см. также «Множественное содержимое»➤).

### Условные GET
Метод GET изменяется на «условный GET», если сообщение запроса включает в себя поле заголовка If-Modified-Since. В ответ на «условный GET» тело запрашиваемого ресурса передаётся, только если он изменялся после даты, указанной в заголовке If-Modified-Since. Алгоритм определения этого включает в себя следующие случаи:
- если статус ответа на запрос будет отличаться от «200 OK» или дата, указанная в поле заголовка «If-Modified-Since», некорректна, ответ будет идентичен ответу на обычный запрос GET;
- если после указанной даты ресурс изменялся, ответ будет также идентичен ответу на обычный запрос GET;
- если ресурс не изменялся после указанной даты, сервер вернет статус «304 Not Modified».

Использование метода «условный GET» направлено на разгрузку сети, так как он позволяет не передавать по сети избыточную информацию.

### Согласование содержимого
Согласование содержимого (англ. Content Negotiation) — механизм автоматического определения необходимого ресурса при наличии нескольких разнотипных версий документа. Субъектами согласования могут быть не только ресурсы сервера, но и возвращаемые страницы с сообщениями об ошибках (403, 404 и т. п.).
Различают два основных типа согласований:
- управляемое сервером (англ. server-driven);
- управляемое клиентом (англ. agent-driven).

Одновременно могут быть использованы оба типа или каждый из них по отдельности.
В основной спецификации по протоколу (RFC 2616) также выделяется так называемое прозрачное согласование (англ. transparent negotiation) как предпочтительный вариант комбинирования обоих типов. Последний механизм не следует путать с независимой технологией Transparent Content Negotiation (TCN, «Прозрачное согласование содержимого», см. RFC 2295), которая не является частью протокола HTTP, но может использоваться с ним. У обоих существенное различие в принципе работы и самом значении слова «прозрачное» (transparent). В спецификации по HTTP под прозрачностью подразумевается, что процесс не заметен для клиента и сервера, а в технологии TCN прозрачность означает доступность полного списка вариантов ресурса для всех участников процесса доставки данных.

#### Управляемое сервером
При наличии нескольких версий ресурса сервер может анализировать заголовки запроса клиента, чтобы выдать, по его мнению, наиболее подходящую. В основном анализируются заголовки Accept, Accept-Charset, Accept-Encoding, Accept-Languages и User-Agent. Серверу желательно включать в ответ заголовок Vary с указанием параметров, по которым различается содержимое по запрашиваемому URI.
Географическое положение клиента можно определить по удалённому IP-адресу. Это возможно за счёт того что IP-адреса, как и доменные имена, регистрируются на конкретного человека или организацию. При регистрации указывается регион, в котором будет использоваться желаемое адресное пространство. Эти данные общедоступны, и в Интернете можно найти соответствующие свободно распространяемые базы данных и готовые программные модули для работы с ними (следует ориентироваться на ключевые слова «Geo IP»).
Следует помнить что такой метод способен определить местоположение максимум с точностью до города (отсюда определяется и страна).
При этом информация актуальна только на момент регистрации адресного пространства. Например, если московский провайдер зарегистрирует диапазон адресов с указанием Москвы и начнёт предоставлять доступ клиентам из ближайшего Подмосковья, то его абоненты могут на некоторых сайтах наблюдать, что они из Москвы, а не из Красногорска или Дзержинского.
Управляемое сервером согласование имеет несколько недостатков:
- сервер только предполагает, какой вариант наиболее предпочтителен для конечного пользователя, но не может знать точно, что именно нужно в данный момент (например, версия на русском языке или английском);
- заголовков группы Accept передаётся много, а ресурсов с несколькими вариантами — мало. Из-за этого оборудование испытывает избыточную нагрузку;
- общему кэшу создаётся ограничение возможности выдавать один и тот же ответ на идентичные запросы от разных пользователей;
- передача заголовков Accept также может раскрывать некоторые сведения о его предпочтениях, таких как используемые языки, браузер, кодировка.

#### Управляемое клиентом
В данном случае тип содержимого определяется только на стороне клиента.
Для этого сервер возвращает в ответе с кодом состояния 300 (Multiple Choices) или 406 (Not Acceptable) список вариантов, среди которых пользователь выбирает подходящий.
Управляемое клиентом согласование хорошо, когда содержимое различается по самым частым параметрам (например, по языку и кодировке) и используется публичный кэш.
Основной недостаток — лишняя нагрузка, так как приходится делать дополнительный запрос, чтобы получить нужное содержимое.

#### Прозрачное согласование
Данное согласование полностью прозрачно для клиента и сервера. В данном случае используется общий кэш, в котором содержится список вариантов, как для управляемого клиентом согласования. Если кэш понимает все эти варианты, то он сам делает выбор, как при управляемом сервером согласовании. Это снижает нагрузки с исходного сервера и исключает дополнительный запрос со стороны клиента.
В основной спецификации по протоколу HTTP механизм прозрачного согласования подробно не описан.

### Множественное содержимое
Протокол HTTP поддерживает передачу нескольких сущностей в пределах одного сообщения. Причём сущности могут передаваться не только в виде одноуровневой последовательности, но и в виде иерархии с вложением элементов друг в друга. Для обозначения множественного содержимого используются медиатипы multipart/*. Работа с такими типами осуществляется по общим правилам, описанным в RFC 2046 (если иное не определено конкретным медиатипом). Если получателю не известно как работать с типом, то он обрабатывает его так же, как multipart/mixed.
Параметр boundary означает разделитель между различными типами передаваемых сообщений. Например, передаваемый из формы параметр DestAddress передаёт значение адреса e-mail, а следующий за ним элемент AttachedFile1 отправляет двоичное содержимое изображения формата .jpg
Со стороны сервера сообщения со множественным содержимым могут посылаться в ответ на частичные GET при запросе нескольких фрагментов ресурса. В этом случае используется медиатип multipart/byteranges.
Со стороны клиента при отправке HTML-формы чаще всего пользуются методом POST. Типичный пример: страницы отправки электронных писем со вложенными файлами. При отправке такого письма браузер формирует сообщение типа multipart/form-data, интегрируя в него как отдельные части, введённые пользователем, тему письма, адрес получателя, сам текст и вложенные файлы:
```
POST /send-message.html HTTP/1.1
Host: mail.example.com
Referer: 
http://mail.example.com/send-message.html

User-Agent: BrowserForDummies/4.67b
Content-Type: multipart/form-data; boundary="Asrf456BGe4h"
Content-Length: 
(суммарный объём, включая дочерние заголовки)

Connection: keep-alive
Keep-Alive: 300

(пустая строка)

(отсутствующая преамбула)

--Asrf456BGe4h
Content-Disposition: form-data; name="DestAddress"

(пустая строка)

brutal-vasya@example.com—Asrf456BGe4h
Content-Disposition: form-data; name="MessageTitle"

(пустая строка)

Я негодую—Asrf456BGe4h
Content-Disposition: form-data; name="MessageText"

(пустая строка)

Привет, Василий! Твой ручной лев, которого ты оставил
у меня на прошлой неделе, разодрал весь мой диван.
Пожалуйста, забери его скорее!
Во вложении две фотки с последствиями.
--Asrf456BGe4h
Content-Disposition: form-data; name="AttachedFile1"; filename="horror-photo-1.jpg"
Content-Type: image/jpeg

(пустая строка)

(двоичное содержимое первой фотографии)

--Asrf456BGe4h
Content-Disposition: form-data; name="AttachedFile2"; filename="horror-photo-2.jpg"
Content-Type: image/jpeg

(пустая строка)

(двоичное содержимое второй фотографии)

--Asrf456BGe4h--

(отсутствующий эпилог)
```

В примере в заголовках Content-Disposition параметр name соответствует атрибуту name в HTML-тегах <INPUT> и <TEXTAREA>. Параметр filename равен исходному имени файла на компьютере пользователя. Более подробная информация о формировании HTML-форм и вложении файлов в RFC 1867.

## История развития
HTTP/0.9HTTP был предложен в марте 1991 года Тимом Бернерсом-Ли, работавшим тогда в CERN, как механизм для доступа к документам в Интернете и облегчения навигации посредством использования гипертекста. Самая ранняя версия протокола HTTP/0.9 была впервые опубликована в январе 1992 года (хотя реализация датируется 1990 годом). Спецификация протокола привела к упорядочению правил взаимодействия между клиентами и серверами HTTP, а также чёткому разделению функций между этими двумя компонентами. Были задокументированы основные синтаксические и семантические положения.
HTTP/1.0В мае 1996 года для практической реализации HTTP был выпущен информационный документ RFC 1945, что послужило основой для реализации большинства компонентов HTTP/1.0.
HTTP/1.1Современная версия протокола; принята в июне 1999 года. Новым в этой версии был режим «постоянного соединения»: TCP-соединение может оставаться открытым после отправки ответа на запрос, что позволяет посылать несколько запросов за одно соединение. Клиент теперь обязан посылать информацию об имени хоста, к которому он обращается, что сделало возможной более простую организацию виртуального хостинга.
HTTP/2
11 февраля 2015 года опубликованы финальные версии черновика следующей версии протокола. В отличие от предыдущих версий, протокол HTTP/2 является бинарным. Среди ключевых особенностей: мультиплексирование запросов, расстановка приоритетов для запросов, сжатие заголовков, загрузка нескольких элементов параллельно посредством одного TCP-соединения, поддержка проактивных push-уведомлений со стороны сервера.
HTTP/3

HTTP/3 — предлагаемый последователь HTTP/2, который уже используется в Веб на основе UDP вместо TCP в качестве транспортного протокола. Как и HTTP/2, он не объявляет устаревшими предыдущие основные версии протокола. Поддержка HTTP/3 была добавлена в Cloudflare и Google Chrome в сентябре 2019 года и может быть включена в стабильных версиях Chrome и Firefox.